# Sergei Vanaev
Sergei Vanaev (* 15. April 1967 in Moskau) ist ein deutscher Tänzer, Ballettmeister und Choreograf, der seit 1991 in Deutschland lebt und arbeitet.

## Ausbildung und Karriere als Tänzer
Mit 10 Jahren wurde Vanaev an der Bolschoi-Ballett-Akademie, einer der renommiertesten Ballettschulen der Welt, angenommen und machte dort 1985 nach achtjähriger Ausbildung seinen Abschluss.
Von 1985 bis 1991 war er Tänzer am Moskauer Klassischen Ballett (russisch Театр классического балета), weitere Engagements folgten in Düsseldorf, Bonn und Dortmund.
Vanaev war von 1997 bis 2003 Solotänzer im Ensemble der Deutschen Oper am Rhein in Düsseldorf und tanzte dort fünf Jahre diverse Hauptrollen in den Choreografien von Heinz Spoerli und anderen bedeutenden Choreografen. Zudem wirkte er in einigen Ballettfilmen mit.

## Choreograf
Seit 2004/2005 ist Vanaev Chefchoreograf und Ballettmeister am Stadttheater Bremerhaven. Seit 2007 ist er ständiger Choreograf der Ballettkompagnie MysticBallet in Connecticut (USA). Im April 2016 gastierte er erfolgreich als Choreograf in Hongkong an der Hong Kong Academy for Performing Arts. 2022 verließ er Bremerhaven nach 17 Jahren und übernahm die Ballettdirektion des Theaters Plauen/Zwickau in Sachsen.
Vanaev beendet in Bremerhaven seit Jahren die Spielzeit jeweils mit einer großen Ballettgala, zu der er Tänzer hochkarätiger nationaler und internationaler Compagnien einlädt, die eine Auswahl klassischer und moderner Choreografien präsentieren.

## Auszeichnungen
- 2007: Maya Plisetskaya Award
- Spielzeit 2016/2017: Herzlieb-Kohut-Preis für ihn und seine Compagnie für ihre herausragende künstlerische Arbeit

## Choreografien (Auswahl)

### Stadttheater Bremerhaven
- 2009: Pique Dame (Ballett nach der Novelle von Alexander Puschkin – Musik von Peter I. Tschaikowsky)
- 2011: Amon-Ra (Ballett)
- 2014: Songs[2] (Ballett)
- 2017: Romeo und Julia (Sergei Sergejewitsch Prokofjew)
- 2017: Goldberg-Variationen (Ballett zu Klaviermusik von Johann Sebastian Bach, Choreographische Assistenz: Wen-Hua Chang)
- 2018: Die Bremer Stadtmusikanten (UA) (nach den Brüdern Grimm)
- 2018: Ein Sommernachtstraum (Felix Mendelssohn Bartholdy, Philip Glass)
- 2018: Shape (UA)
- 2019: Der Feuervogel / Der Bolzen (Dmitri Schostakowitsch, Igor Strawinsky)
- 2019: Feuerwerksmusik (Georg Friedrich Händel), künstlerische Leitung
- 2019: Maria de Buenos Aires (Inszenierung von Ulrich Mokrusch)
- 2021: Faust (Tanzabend frei nach Johann Wolfgang von Goethe)[3]
- 2022: Petruschka / Le Sacre Du Printemps (Das Frühlingsopfer) (UA, Tanzabend in Kooperation mit Alba Castillo)
- 2022: Taiko (UA, Ballett in Kooperation mit der japanischen Taiko-Gruppe Masa-Daiko Bremen unter Leitung von Masakazu Nishimine)[4]

### Theater Regensburg
- 2017: Salome (Richard Strauss), Künstlerische Leitung: Brigitte Fassbaender, Ido Arad, Sergei Vanaev

## Videoaufzeichnungen
- Othello (UA), frei nach William Shakespeare (zuletzt aufgerufen am 15. Juli 2024)